# Louise Kellberg
Louise Kellberg, verehelichte Louise Schmidt (1826 in Riga – 15. März 1917 in Dresden) war eine deutsche Opernsängerin (Sopran).

## Leben
Sie sang bereits 1843 in Riga und wurde dann von Mlle. Conradi weiter ausgebildet. Ihr eigentliches Debüt war dann 1847 am Opernhaus Riga. Von 1848 bis 1850 war sie an der Königlichen Hofoper Berlin engagiert.
Von 1850 bis 1851 wirkte sie erneut am Theater von Riga und anschließend in Rostock. 1851 trat sie in den Verband des Deutschen Theaters in Prag ein.
Hier heiratete sie 1853 den Sänger Bernhard Schmidt und verließ im selben Jahr Prag und sang an den Theatern von Köln, Braunschweig und Danzig. Ab 1859 bis 1865 arbeitete sie zusammen mit ihrem Ehemann am Hoftheater von Weimar.
Ihre Tochter war Marie Basta.